# Erste Seeschlacht am Kap Finisterre (1747)
Europäischer Kriegsschauplatz:

Mollwitz* – Chotusitz* – Simbach – Dettingen – Toulon – Pfaffenhofen – Tournai – Fontenoy – Hohenfriedberg** – Soor** – Hennersdorf** – Kesselsdorf** – Brüssel – Piacenza – Namur – Roucourt – Kap Finisterre 1 – Lauffeldt – Assietta –  Bergen op Zoom – Kap Finisterre 2 – Maastricht
(*) Erster Schlesischer Krieg – (**) Zweiter Schlesischer Krieg
Indischer Kriegsschauplatz:

Erster Karnatischer Krieg
Amerikanischer Kriegsschauplatz:

War of Jenkins’ Ear – King George’s War
Die Erste Seeschlacht am Kap Finisterre (englisch: First Battle of Cape Finisterre, französisch: Première bataille du cap Finisterre) fand am 3. Maijul. / 14. Mai 1747greg. im Rahmen des österreichischen Erbfolgekrieges statt. Eine überlegene britische Flotte besiegte einen, dem Schutz eines Geleitzuges dienenden, französisches Verband vor dem Kap Finisterre und nahm sämtliche Kriegsschiffe und einige Handelsschiffe als Prisen.

## Hintergrund
Die Franzosen mussten trotz der britischen Stärke zur See zu Versorgungszwecken und zur Aufrechterhaltung der Kommunikation die Verbindung zu ihren Besitzungen in Amerika und Indien aufrechterhalten. Die Möglichkeiten der französischen Marine, die Konvois zu schützen, waren allerdings eng begrenzt. Bereits Anfang Mai hatte Vice-Admiral of the Blue Ansons Geschwader vor dem Kap Finisterre einen Konvoi, geführt von Emmanuel-Auguste Cahideuc Dubois de La Motte aus Saint-Domingue kommend, abgefangen und 48 Handelsschiffe erbeutet.

## Verlauf
Am 10. Mai des Jahres 1747 liefen zwei Verbände von militärisch bewachten Konvois von Frankreich aus. Der Erste mit Ziel Neufrankreich (Kanda), unter Führung von Chef d’escadre Jacques-Pierre de Taffanel de La Jonquière, setzte sich aus drei Linienschiffen, zwei Fregatten und dreißig Handelsschiffen zusammen. Der Zweite mit Ziel Französisch-Indien, unter Führung von Capitaine de vaisseau Jacques-François Grout de Saint-Georges bestand aus zwei Linienschiffen und fünf Ostindienfahrern der französischen Ostindienkompanie. Die Pläne waren in Großbritannien bekannt und Mitte April war eine Flotte, unter dem Kommando von George Anson, aus fünfzehn Linienschiffen ausgelaufen, um die französischen Schiffe abzufangen.
Etwa 75 Seemeilen nordöstlich von Kap Finisterre kam es zum ersten Sichtkontakt beider Flotten. Der französische Kommandant Jonquière ließ aus den Kriegsschiffen und den bewaffneten Schiffen der Ostindienkompanie eine Kiellinie bilden. Die anderen Handelsschiffe wurden angewiesen zu fliehen. Angesichts der Überlegenheit der britischen Schiffe verzichtete Anson auf eine klare Schlachtordnung, sondern befahl eine allgemeine Jagd auf die gegnerischen Schiffe. Die gegnerische Linie wurde zerbrochen und innerhalb von drei Stunden wurden sämtliche französische Schiffe besiegt.

## Folgen
Der französische Befehlshaber wurde gefangen. Fünf Linienschiffe und sieben Fregatten wurden erbeutet. Außerdem wurden sechs Transporter zu Prisen gemacht. Die Beute war immerhin 300.000 Pfund wert.
Eine weitere Schlacht fand beim Kap Finisterre im Oktober desselben Jahres statt. Beide Schlachten machten deutlich, dass die Franzosen nicht mehr in der Lage waren, große Konvois militärisch zu sichern. Dies war eine der Ursachen für den Verlust des französischen Kolonialreiches.
Für den englischen Schiffbau hatte die Eroberung der französischen Invincible weitreichende Folgen. Sie war bei gleicher Kanonenanzahl deutlich länger als britische Schiffe, segelte dadurch besser, trug schwerere Kaliber und bot mehr Raum für die Bedienung der Geschütze und Versorgungsgüter. Nach ihrer Eroberung wurde sie in britischen Werften umgebaut und repariert. Dabei wurden sie aufgemessen und diese Baupläne für zwei Neubauten der Valiant-Klasse verwendet. Noch 1790 wurden zwei Neubauten nach diesen Plänen von Stapel gelassen. Die auf der Invincible verwendeten eisernen Knien waren für die Royal Navy beispielgebend. Aufgrund ihrer Größe wurden nach ihrer Eroberung mehrere Drucke vom Schiff publiziert. Als Beispiel für den französischen Schiffbau dienten Zeichnungen noch in der 1801 publizierten History of Marine Architecture von John Charnock. Der Name wurde in der Royal Navy als Traditionsname mehrfach vergeben. Das nach einem Sturm gesunkene Schiff wurde 1981–1987 archäologisch untersucht.

## Beteiligte

### Großbritannien
| Vice-Admiral Ansons Flotte | Vice-Admiral Ansons Flotte | Vice-Admiral Ansons Flotte | Vice-Admiral Ansons Flotte | Vice-Admiral Ansons Flotte | Vice-Admiral Ansons Flotte | Vice-Admiral Ansons Flotte                           |
| Schiff                     | Kanonen                    | Kommandant                 | Verluste                   | Verluste                   | Verluste                   | Anmerkungen                                          |
| Schiff                     | Kanonen                    | Kommandant                 | getötet                    | verwundet                  | Insgesamt                  | Anmerkungen                                          |
| -------------------------- | -------------------------- | -------------------------- | -------------------------- | -------------------------- | -------------------------- | ---------------------------------------------------- |
| Devonshire                 | 66                         | Temple West                |                            |                            |                            | Geschwaderflaggschiff von Konteradmiral Peter Warren |
| Namur                      | 74                         | Edward Boscawen            |                            |                            |                            |                                                      |
| Yarmouth                   | 64                         | Peircy Brett               |                            |                            |                            |                                                      |
| Pembroke                   | 60                         | Thomas Fincher             |                            |                            |                            |                                                      |
| Windsor                    | 60                         | Thomas Hanway              |                            |                            |                            |                                                      |
| Centurion                  | 50                         | Peter Denis                |                            |                            |                            |                                                      |
| Bristol                    | 50                         | William Montague           |                            |                            |                            |                                                      |
| Nicht direkt beteiligt     |                            |                            |                            |                            |                            |                                                      |
| Prince George              | 90                         | John Bentley               |                            |                            |                            | Flottenflaggschiff von Vizeadmiral George Anson      |
| Monmouth                   | 70                         | Henry Harrison             |                            |                            |                            |                                                      |
| Prince Frederick           | 70                         | Harry Norris               |                            |                            |                            |                                                      |
| Princess Louisa            | 60                         | Charles Watson             |                            |                            |                            |                                                      |
| Nottingham                 | 60                         | Philip Saumarez            |                            |                            |                            |                                                      |
| Falkland                   | 50                         | Blumfield Barradall        |                            |                            |                            |                                                      |
| Ambuscade                  | 40                         | John Montagu               |                            |                            |                            | Fregatte                                             |
| Falcon                     | 10                         | Richard Gwynn              |                            |                            |                            | Sloop                                                |
| Vulcan                     | 8                          | William Pettigrew          |                            |                            |                            | Brander                                              |
| Kent                       | 64                         | Thomas Fox                 |                            |                            |                            |                                                      |
| Defiance                   | 60                         | Thomas Grenville †         |                            |                            |                            |                                                      |

### Frankreich
| Chef d'escadre de la Jonquières Flotte | Chef d'escadre de la Jonquières Flotte | Chef d'escadre de la Jonquières Flotte  | Chef d'escadre de la Jonquières Flotte | Chef d'escadre de la Jonquières Flotte | Chef d'escadre de la Jonquières Flotte | Chef d'escadre de la Jonquières Flotte |
| Schiff                                 | Kanonen                                | Kommandant                              | Verluste                               | Verluste                               | Verluste                               | Anmerkungen                            |
| Schiff                                 | Kanonen                                | Kommandant                              | getötet                                | verwundet                              | Insgesamt                              | Anmerkungen                            |
| -------------------------------------- | -------------------------------------- | --------------------------------------- | -------------------------------------- | -------------------------------------- | -------------------------------------- | -------------------------------------- |
| Diamant                                | 30                                     | Toussaint Hocquart de Blincourt         |                                        |                                        |                                        | gekapert                               |
| Philibert                              | 30                                     | Jacques Lars de Lescouet                |                                        |                                        |                                        | Ostindienfahrer, gekapert              |
| Vigilant                               | 20                                     | Pierre Bourau de Vauneulon              |                                        |                                        |                                        | Ostindienfahrer, gekapert              |
| Chiméne                                | 36                                     |                                         |                                        |                                        |                                        | Ostindienfahrer                        |
| Rubis                                  | 26                                     | Macarty                                 | 40                                     | 30                                     | 70                                     | Armer en flûte, gekapert               |
| Jason                                  | 50                                     | Beccart                                 |                                        |                                        |                                        | gekapert                               |
| Sérieux                                | 64                                     | Charles-Alexandre de Morell d’Aubigny   |                                        |                                        |                                        | Flaggschiff, gekapert                  |
| Invincible                             | 74                                     | Jacques-François Grout de Saint-Georges | 153                                    | 127                                    | 280                                    | gekapert                               |
| Apollon                                | 30                                     | Noël                                    |                                        |                                        |                                        | Ostindienfahrer, gekapert              |
| Thétis                                 | 22                                     | Masson                                  |                                        |                                        |                                        | Ostindienfahrer, gekapert              |
| Modeste                                | 18                                     | Thiercelin                              |                                        |                                        |                                        | Ostindienfahrer, gekapert              |
| Gloire                                 | 40                                     | de Saliez                               | 75                                     | 100                                    | 175                                    | Fregatte, gekapert                     |
| Nicht Teil der Schlachtlinie           |                                        |                                         |                                        |                                        |                                        |                                        |
| Émeraude                               | 28                                     | Clément de Taffanel de La Jonquière     |                                        |                                        |                                        | Fregatte                               |
| Dartmouth                              | 18                                     |                                         |                                        |                                        |                                        | Ostindienfahrer, gekapert              |